# Tour aérien des jeunes pilotes
Pour les articles homonymes, voir Tour de France (homonymie).
Le tour aérien des jeunes pilotes est un tour de France en avion organisée par la Fédération française aéronautique. Il réunit une quarantaine de pilotes âgés de 18 à 24 ans. Cette manifestation se tient annuellement depuis 1953. Il a lieu tous les deux ans depuis 2005, mais l'édition 2014 a eu lieu immédiatement après l'édition 2013.